# Upsilon
Upsilon (chữ hoa Υ, chữ thường υ; tiếng Hy Lạp: Ύψιλον) là chữ cái thứ 20 trong bảng chữ cái Hy Lạp. Trong hệ thống số Hy Lạp, nó có giá trị bằng 400. Upsilon được xuất phát từ chữ waw trong tiếng Phoenicia. Trong tiếng Hy Lạp hiện đại, tên của chữ cái /ˈipsilon/, và trong tiếng Anh phát âm /ˈʌpsɨlɒn/, phát âm tiếng Anh: /juːpˈsaɪlən/, hay phát âm tiếng Anh: /ˈjuːpsɨlɒn/. Chữ cái này ít khi được gọi là "ypsilon" (/ˈɪpsɨlɒn/) trong tiếng Anh bởi vì nó gần giống với chữ Y.

## Phát âm
Trong tiếng Hy Lạp ban đầu Upsilon được phát âm giống oo /u/. Trong tiếng Hy Lạp cổ nó được phát âm như chữ u trong tiếng Pháp hay ü trong tiếng Đức, /y/—một âm không có trong hầu hết các thổ ngữ tiếng Anh. Trong tiếng Hy Lạp hiện đại nó được phát âm giống như i hay ee /i/ của tiếng Anh, và trong nguyên âm đôi, [f] hoặc [v]. Trong tiếng Hy Lạp cổ chữ cái này xuất hiện trong cả bản dài và ngắn, nhưng nét này đã bị mất trong tiếng Hy Lạp hiện đại.

## Tương ứng với ký tự Y
Chữ cái Y được sử dụng trong tiếng Latinh từ thế kỷ thứ I trước Công nguyên. Nó được dùng để phiên âm lại những từ mượn từ tiếng Hy Lạp, vì thế nó không phải là một âm gốc của tiếng La tinh và thường được phát âm là /u/ hay /i/. Tiếng phát âm sau là thông dụng nhất trong thời cổ và được hầu hết mọi người sử dụng trừ những người có học.
Tên của chữ cái vốn chỉ là υ (y; hay còn gọi là hy, do từ "hyoid", có nghĩa là "hình chữ y"). Nó biến đổi thành υ ψιλόν, (u psilon, có nghĩa là 'u đơn giản') để phân biệt với οι-cũng phát âm là [y]. Bốn chữ cái trong bảng chữ cái Latinh bắt nguồn từ ký tự này là: V, Y và sau đó một thời gian dài U và W. Trong bảng chữ cái Cyrillic, chữ cái U (У, у) và Izhitsa (Ѵ, ѵ) cũng được bắt nguồn từ nó.

## Sử dụng
- Trong vật lý hạt, chữ cái Hy Lạp Y viết hoa được dùng để biểu thị hạt Upsilon. Cần chú ý là biểu tượng này luôn luôn là ϒ để tránh nhầm lẫn với chữ cái Latinh Y biểu thị cho siêu tích.
- Nhà sản xuất ô tô Lancia có một mẫu xe gọi là Ypsilon. Xem Lancia Ypsilon.